# 領事裁判權
領事裁判權是一国通过领事等对处于另一国领土内的本国国民根据其本国法律行使司法管辖权的制度，它是一种治外法权。
這種特權在國際慣例上，僅交給在任外交官，一般人民不得享有；在歷史上，曾經也造成殖民主義的國際衝突，主要使用在亞洲與西方的接觸上，比如在華外國人犯法由外國人審，在政治上被視為列強侵犯主權的象徵，不過綜觀法學發展，除了這方面的觀點也要認識到完整的背景，若一個國家的司法確實明顯落後，比如對被告存在秘密審理、表演性判決、動用酷刑等，西方一起要求各國人民也享有領事裁判權，也就有相對合理性（清朝、明治維新前的日本都因此被要求領事裁判權），因此，這樣的刺激也協助了一些亞洲國家展開現代化改革，待公正的法制與系統建立後，一般就可以經過談判廢除。

## 例子
1843年，中英《南京條約》的續約《中英五口通商章程》內有記載：「英人如何科罪，由英國議定章程法律，發給領事官照辦，華民如何科罪，應治以中國之法」。不過不存在列強逼迫中方承認外國人該享有特權的情況，根據歷史記錄，實際上只是因為大清官員想卸責，不願擔任麻煩事宜處理而索性自行送給英國的。
1871年，中國與日本簽定《清日修好條規》，條約中規定大清國在日本享有領事裁判權與治外法權，日本也在中國享有領事裁判權與治外法權的互惠協定。
1882年，清廷與朝鮮統理交涉通商事務衙門簽訂《中朝商民水陸貿易章程》，中國在朝鮮取得領事裁判權、海關監管權等一系列權益等事。

## 在華領事裁判權施行國
- 英国：1843年《中英五口通商章程》取得，1943年《关于取消英国在华治外法权及其有关特权条约》废除
- 美国：1844年《中美望厦条约》取得，1943年《关于取消美国在华治外法权及处理有关问题之条约》废除
- 法国：1844年《中法黄埔条约》取得，1946年《关于法国放弃在华治外法权及其有关特权条约》废除
- 瑞典：1847年《中瑞五口通商章程》取得，1945年《关于取消瑞典在华治外法权及其有关特权条约》废除
- 挪威：1847年《中挪五口通商章程》取得，1943年《为废除在中国治外法权及处理有关事件条约》废除
- 俄罗斯：1851年《中俄伊宁条约》取得，1924年《中苏解决悬案大纲协定》废除
- 德国（德意志帝国）：1861年《中德通商条约》取得，1941年《国民政府对德意宣战告文》废除
- 葡萄牙：1862年《中葡和好贸易条约》取得，1947年《关于取消葡萄牙在华领事裁判权及处理其他事项之换文》废除
- 荷兰：1862年《中荷天津条约》取得，1945年《关于荷兰放弃在华治外法权及解决有关事件条约》废除
- 丹麦：1863年《中丹天津条约》取得，1946年《关于取消丹麦在华治外法权及有关问题条约》废除
- 西班牙：1864年《中西和好贸易条约》取得，1928年《中西友好通商条约》废除
- 比利时：1865年《中比通商条约》取得，1943年《关于废除在华治外法权及处理有关事件条约》废除
- 意大利：1866年《中意通商条约》取得，1941年《国民政府对德意宣战告文》废除
- 奥地利（奥匈帝国）：1869年《中奥通商条约》取得，1925年重订《中奥通商条约》废除
- 秘鲁：1874年《中秘通商条约》取得
- 巴西：1881年《中巴和好通商条约》取得，1943年《中巴友好条约》废除
- 日本：1896年《中日通商行船条约》取得，1941年《国民政府对日宣战文》废除
- 墨西哥：1899年《中墨通商条约》取得，1944年《中墨友好条约》 废除
- 瑞士：1918年《中瑞通好条约》取得，1946年《关于瑞士放弃在华领事裁判权及其有关特权换文》废除
- 智利：1915年在伦敦签订《中智通好条约》取得
- 玻利维亚：1919年在东京签订《中玻通好条约》取得
- 加拿大：1944年《为废除在中国治外法权及处理有关事件条约》废除
- 印度（仅在西藏享有）：1908年《中英修订藏印通商章程》取得，由英国商务委员行使，1954年《中华人民共和国和印度共和国关于中国西藏地方和印度之间的通商和交通的换文》废除
- 尼泊尔（仅在西藏享有）：1865年《西藏廓尔喀条约》取得，1955年《中华人民共和国和尼泊尔王国保持友好关系以及关于中国西藏地方和尼泊尔之间的通商和交通的协定》废除

## 延伸閱讀
- 李恩涵：〈九一八事變（1931）前中英撤廢領事裁判權的交涉 （页面存档备份，存于）〉。

## 參閲
- 治外法權